# ベルト・ザクマン
ベルト・ザクマン（Bert Sakmann, ドイツ語発音: [ˈbɛʁt ˈzakˌman]、1942年6月12日 - ）は、ドイツの細胞生理学者。細胞上の単一イオンチャネルの機能に関する研究とパッチクランプの発明によって、エルヴィン・ネーアーとともに1991年度のノーベル生理学・医学賞を受賞した。ザクマンは、ゲッティンゲン大学教授であり、ハイデルベルクにあるマックス・プランク医学研究所名誉教授である。

## 経歴
シュトゥットガルトで生まれ、リンダウの小学校に入学した。その後1961年にシュトゥットガルトのギムナジウムを卒業し、1967年からテュービンゲン大学、フライブルク大学、ミュンヘン大学で医学を学んだ。1968年にはミュンヘン大学の助手になり、同時にミュンヘンのマックス・プランク精神医学研究所の神経生理学者オットー・クロイツフェルトの助手も務めた。1971年にはユニヴァーシティ・カレッジ・ロンドンに移り、生物物理学者のベルンハルト・カッツの下で働いた。1974年にネコの網膜の光に対する順応を電気生理学的に研究した内容についての論文を書き上げ、ゲッティンゲン大学で博士号を取得した。
同年、ゲッティンゲンのマックス・プランク生化学研究所に移っていたクロイツフェルトの下に戻り、1979年から細胞膜の研究グループに所属した。

## 受賞歴
- 1983年 - アルデン・スペンサー賞（エルヴィン・ネーアーと共同受賞）
- 1986年 - ルイザ・グロス・ホロウィッツ賞（エルヴィン・ネーアーと共同受賞）
- 1987年 - ゴットフリート・ヴィルヘルム・ライプニッツ賞
- 1988年 - ルイ＝ジャンテ医学賞
- 1989年 - ガードナー国際賞（エルヴィン・ネーアーと共同受賞）
- 1991年 - ハーヴェイ賞、ラルフ・W・ジェラルド賞
- 1991年 - ノーベル生理学・医学賞（エルヴィン・ネーアーと共同受賞）